# Directrice (série télévisée)
Pour les articles homonymes, voir Directrice.
Directrice (The Chair) est une mini-série américaine sortie sur Netflix le 20 août 2021. Créée par Amanda Peet et Annie Julia Wyman, la série suit le parcours de Ji-Yoon Kim (Sandra Oh), une brillante professeure qui vient d'être nommée directrice du département de littérature (Chair of the English department) de l'université (fictive) de Pembroke. 

## Synopsis
La professeure de littérature Ji-Yoon Kim vient d'être nommée à la tête du département de littérature de l'université américaine de Pembroke. Première femme et première personne de couleur à assurer cette fonction, elle va devoir relever plusieurs défis et affronter un monde académique réticent au changement. On la suit notamment dans ses efforts pour la titularisation d'une collègue noire, Yaz McKay (Nana Mensah), et le maintien en poste de collègues vieillissants que l'université aimerait voir partir à la retraite. La série nous plonge aussi dans l'intimité de son personnage principal, entre sa romance avec un professeur et ami (Bill Dobson, interprété par Jay Duplass) qui se remet difficilement d'un deuil et sa relation complexe avec sa fille adoptive d'origine mexicaine.  

## Distribution

### Acteurs principaux
- Sandra Oh (VF : Yumi Fujimori) : Dr Ji-Yoon Kim
- Jay Duplass (VF : Alexandre Gillet) : Professeur Bill Dobson
- Bob Balaban (VF : Jean-Pol Brissart) : Professeur Elliot Rentz
- Nana Mensah (VF : Déborah Claude) : Professeur Yazmin McKay
- Everly Carganilla (VF : Valérie Bescht) : Ju-Hee « Ju Ju » Kim
- David Morse (VF : Philippe Peythieu) : le doyen Paul Larson
- Holland Taylor (VF : Cathy Cerda) : Professeur Joan Hambling

### Acteurs récurrents
- Ji Lee : Habi
- Ron Crawford : le professeur McHale
- Ella Rubin (VF : Nastassja Girard) : Dafna
- Mallory Low (VF : Alice Taurand) : Lila
- Jordan Tyson (VF : Justine Berger (dialogues) ; Mélissa Berard (chant)) : Capri
- Marcia DeBonis : Laurie
- Bob Stephenson (VF : Jacques Bouanich) : Horatio
- Cliff Chamberlain : Ronny
- Havana Rose Liu : Sarah

### Invité
- David Duchovny (VF : Georges Caudron) : lui-même (Le Bus de la dernière chance)

## Épisodes
| № | Titre                                             | Réalisation         | Scénario                         | Date         |
| --- | ------------------------------------------------- | ------------------- | -------------------------------- | ------------ |
| 1 | Une erreur magistrale Brilliant Mistake           | Daniel Gray Longino | Amanda Peet & Annie Julia Wyman  | 20 août 2021 |
| Ji-Yoon tente de résister à la pression du doyen qui souhaite qu'elle mette à la retraite plusieurs professeurs. Elle cherche à obtenir la titularisation de Yaz, jeune et brillante professeure afro-américaine. L' addiction à l'alcool du professeur Bill Dobson perturbe fortement son enseignement. |                                                   |                     |                                  |              |
| 2 | La Réception The Faculty Party                    | Daniel Gray Longino | Amanda Peet & Richard E. Robbins | 20 août 2021 |
| Pendant un de ses cours, Bill Dobson fait un salut fasciste pour illustrer les rapports entre le fascisme et l'absurde. Une étudiante le filme, et sa vidéo fait scandale sur le campus. Ji-Yoon a beaucoup de difficultés avec sa fille adoptive Ju Ju. |                                                   |                     |                                  |              |
| 3 | Le Débat public The Town Hall                     | Daniel Gray Longino | Amanda Peet & Annie Julia Wyman  | 20 août 2021 |
| Ji-Yoon se voit imposer par le doyen l'acteur David Duchovny comme conférencier d'honneur, alors que c'est normalement un choix qui lui revient en tant que directrice, et qu'elle avait déjà annoncé que ce rôle reviendrait à Yaz. Mais le doyen lui explique qu'il lui faut un conférencier susceptible de favoriser de nouvelles inscriptions. Pour tenter d'étouffer le scandale, Bill débat publiquement avec des étudiants, mais la discussion tourne mal. |                                                   |                     |                                  |              |
| 4 | Bill se bile Don't Kill Bill                      | Daniel Gray Longino | Richard E. Robbins               | 20 août 2021 |
| Bill est suspendu et devra passer en conseil de discipline. Il s'occupe de Ju Ju qui s'attache à lui. La popularité de Yaz auprès des étudiants contrarie Eliott, qui n'adhère pas à sa pédagogie innovante. |                                                   |                     |                                  |              |
| 5 | Le But de la dernière chance The Last Bus in Town | Daniel Gray Longino | Jennifer Kim                     | 20 août 2021 |
| Ji-Yoon rend visite à David Duchovny et lui fait prendre conscience de son éloignement du monde de la recherche en littérature. Il décide alors de renoncer à accepter l'offre de Pembroke. Bill est menacé de licenciement. Les enseignants les plus âgés prennent conscience qu'ils pourraient être mis à la retraite. Yaz, qui attend toujours d'être titularisée, reçoit une offre alléchante de l'université Yale .                                          |                                                   |                     |                                  |              |
| 6 | Les Chaires musicales The Chair                   | Daniel Gray Longino | Andrea Troyer                    | 20 août 2021 |
| Bill est licencié, mais décide de se battre pour retrouver son poste. Les professeurs du département d'anglais votent à une courte majorité la défiance envers Ji-Yoon, et Joan la remplace comme directrice. |                                                   |                     |                                  |              |

## Réception critique
Pour Le Point, la série de Netflix est une réussite. Son immersion dans le monde des universités de prestige « égratigne avec drôlerie les dérives du wokisme. » Les Inrocks jugent que Directrice est « une plongée douce et drôle aux côtés de Sandra Oh dans une fac en pleine crise d’identité. »